# Valmet L-70 Vinka
De Valmet L-70 Vinka  is een driezitsvliegtuig dat werd geproduceerd door het Finse bedrijf Valmet. Het toestel werd door de Finse luchtmacht ingezet als lesvliegtuig.

## Ontwikkeling
Het toestel is ontworpen om de Saab 91 Safirs, waar de Finse luchtmacht tot 1982 mee trainde, te vervangen. Het prototype, de Leko-70, maakte zijn eerste vlucht in 1975. 
In 1979 werd het eerste toestel geleverd.

## Gebruik
Er zijn dertig exemplaren van de Vinka gebouwd.
Het toestel deed tot en met 2022 dienst in de Finse luchtmacht.De Vinka is vervangen door de Duitse Grob G 115E. Het Finse ministerie van Defensie heeft in 2016 toestemming gegeven voor de aankoop van 28 tweedehands Grobs.